# Carole Cadwalladr
Carole Jane Cadwalladr (født 1969) er en britisk forfatter og undersøgende journalist. Hun arbejder The Observer og arbejdede tidligere på The Daily Telegraph .  Cadwalladr fik international anerkendelse i 2018, da hun afslørede Facebook – Cambridge Analytica Data skandalen .
Cadwalladr var finalist for Pulitzer-prisen for National Reporting i 2019 sammen med The New York Times- journalister for hendes dækning af Cambridge Analytica-skandalen.
Hun har generelt skrevet om teknologi, data og sociale medier.

## Personligt liv
Cadwalladr blev født i Taunton, Somerset  uddannet ved Radyr Comprehensive School, Cardiff,  og Hertford College, Oxford . 

## Bogudgivelser
- Cadwalladr, Carole (1996). Lebanon (Travellers Survival Kit) (engelsk). Vacation Work. ISBN 1854581473.  Cadwalladr, Carole (1996). Lebanon (Travellers Survival Kit) (engelsk). Vacation Work. ISBN 1854581473.  Cadwalladr, Carole (1996). Lebanon (Travellers Survival Kit) (engelsk). Vacation Work. ISBN 1854581473.
- Cadwalladr, Carole (2005). The Family Tree: A Novel (engelsk). Penguin. ISBN 9781440649516.  Cadwalladr, Carole (2005). The Family Tree: A Novel (engelsk). Penguin. ISBN 9781440649516.  Cadwalladr, Carole (2005). The Family Tree: A Novel (engelsk). Penguin. ISBN 9781440649516.

1. ↑  Navnet er anført på engelsk og stammer fra Wikidata hvor navnet endnu ikke findes på dansk.
2. ↑  "Carole Cadwalladr". The Guardian. Hentet 19. november 2017.
3. ↑  "Search Results for England | findmypast.co.uk". www.findmypast.co.uk.
4. ↑  Cadwalladr, Carole (24. august 2015). "Whatever the party, our political elite is an Oxbridge club". The Guardian. Hentet 2. september 2015.
5. ↑  "Hertford, Hugh, and Press Freedom". Hertford, College, Oxford University. 28. november 2012. Hentet 20. februar 2017.